# Вангьял
Вангьял (тиб. དབང་རྒྱལ་, Вайли: dbang rgyal) — имя, распространённое в Тибете и граничащих с ним странах. В переводе с тибетского языка означает «властелин силы».

## Известные носители
- Тендзин Вангьял Ринпоче
- Вангьял Геше
- Лобсанг Вангьял